# Бужим
Бужим (босн. и хорв. Bužim) — город и муниципалитет на северо-западе Боснии и Герцеговины входит в состав Унско-Санского кантона. Административным центр одноименной общины.
Расположен в северо-западной части страны в долине реки Бужимница в исторической области Боснийская Краина на высоте около 180—400 м над уровнем моря. Рельеф характеризуется лесистыми низкогорными хребтами, которые поднимаются до 630 м (гора Радоц). Столица кантона Бихач находится примерно в 30 км. Расстояние между Загребом и Бужимом составляет 85 км.

## Население
Население согласно переписи 2013 года составляло 19 340 человек. Плотность — 157,3 чел./км². 99,54% населения составляют боснийцы.

## История
Впервые упоминается в 1334 году. Средневековая крепость была расширена в 1484 году, затем несколько раз реставрировалась. Сыграла важную роль в системе защиты хорватского пограничного региона от османских нападений и была родовым поместьем хорватской дворянской семьи Елачичей, самый известный представитель которой — Иосиф Елачич фон Бужим — считается национальным героем в Хорватии. Османы завоевали крепость в 1576 году.
Во время боснийской войны (1992—1995) Бужим практически не пострадал от боевых действий.

## Экономика
Сегодня город живёт, в основном, за счёт выращивания сельскохозяйственных культур, сбора урожая малины и съедобных каштанов.

## Известные уроженцы
- Блажевич, Яков (1912-1996) — югославский хорватский государственный деятель, председатель Сабора Союзной Республики Хорватии (1967—1974). председатель Президиума Союзной Республики Хорватии (1974—1982).